# Málaga Katedral
Málaga Katedral (spansk: Santa Iglesia Catedral Basílica de la Encarnación) er en romersk-katolsk katedral i Málaga i Andalusien, i det sydligste Spanien, opført i renæssancestil. Den ligger på et område tidligere afgrænset af en nu manglende del af den middelalderlige mauriske bymur; rester af bymuren der omgiver den nærliggende Alcazaba samt fæstningsanlægget  Gibralfaro. Katedralen blev opført i perioden fra 1528 til 1782 efter planer udfærdiget af Diego de Siloe. Kirkens interiør er også udført i renæssancestil.